# Hadrian (Geroldonen)
Hadrian (lat. Adrianus, also Adrian genannt, 793 bezeugt; † vor 821) war ein fränkischer Adliger, der zur Familie der Geroldonen gehörte. Sein Vater war Gerold, sein Bruder Erbio. Hadrians Bedeutung liegt darin, dass er vermutlich die genealogische Verbindung zwischen den Geroldonen und dem Grafen Odo von Orléans, und damit wohl auch zu den Konradinern darstellt.
Gerold nannte seinen Sohn offenbar nach dem Papst Hadrian I., der 772 sein Amt angetreten hatte und 774 Karl den Großen nach dessen Sieg über die Langobarden und ihren König Desiderius in Rom empfing. Es ist daher davon auszugehen, dass Gerold an dem Feldzug 773/774 und dem Besuch 774 teilnahm, was die Geburt Hadrians frühestens 772 annehmen lässt, und vermutlich sogar auf die Zeit kurz nach 774 eingrenzt. Dazu passt, dass Hadrian im Jahr 793 erstmals (und letztmals) persönlich in Erscheinung tritt, als „Hadrian, der Sohn Gerolds“ eine Urkunde „für die Seele meines leiblichen Bruders Erbio“ ausstellt. Im Jahr 821 war Hadrian verstorben, da seine Witwe Waldrat mit Zustimmung eines Grafen Uto (hier wird es sich um Odo von Orléans handeln, ihrem Sohn oder Neffen). Ein Amt oder ein Titel ist für Hadrian nicht bekannt.
Die Frage, ob es sich bei Hadrians Vater um Gerold den Älteren (777/784 bezeugt) oder dessen Sohn Gerold den Jüngeren (786 erstmals bezeugt, X 799) handelt, ist in der Forschung umstritten. Da Walahfrid Strabo berichtet, der jüngere Gerold sei (wohl bei seinem Tod 799) ohne Nachkommen gewesen, andererseits aber angenommen wird, dass Hadrians Bruder Erbio 808 noch gelebt habe, kommt – unter diesen Voraussetzungen – nur Gerold der Ältere als Vater in Frage.

## Familie
Hadrians Ehefrau war Waldrat (Waldrada; † nach 824), die vielleicht Tochter von Erphold und Waldrat vielleicht aber auch eine Schwester des Wilhelm von Gellone war. Ihre Kinder waren:
- Wiltrud (auch Wialdrut, Waldrada); ⚭ Robert III., Graf im Oberrheingau und Wormsgau (Robertiner) – die Eltern von Robert dem Tapferen[10]
- Odo, X 834[11]